# ロバート・ウィリアムズ (1766年生のウェールズの詩人)
ロバート・ウィリアムズ（Robert Williams、1766年12月6日 - 1850年7月11日）は、ロバート・アプ・グウィリム・ズ (Robert ap Gwilym Ddu) という筆名で知られ、ウェールズ語で詩作した、ウェールズの詩人。

## 生涯
ケルナーフォンシャー州リアン・イスティムドゥイ (Llan Ystumdwy) 小教区のベトゥス・ファウル (Betws Fawr) で、ウィリアム・ウィリアムズ (William Williams) の息子として生まれた。父は、小規模ながら自由土地保有権をもつ、いわゆるフリーホールダーであり、息子ロバートもベトゥス・ファウルにあった土地を相続したが、晩年には、同じくケルナーフォンシャーのマナヒティ (Mynachty) に移り住んだ。
ウィリアムズは、郷土を愛する農民であった。近所には、親友で、詩作の師でもあったデイヴィッド・オーエン（筆名：デウィ・ウィン・オ・アイフォン、Dewi Wyn o Eifion、1784年 - 1841年）がおり、ウィリアムズは、当時のアイステズボッドの権威に信を置かないオーエンの考えに共鳴していた。ウィリアムズは、1850年6月11日に没し、アベル・エルヒ (Aber Erch) に埋葬された。

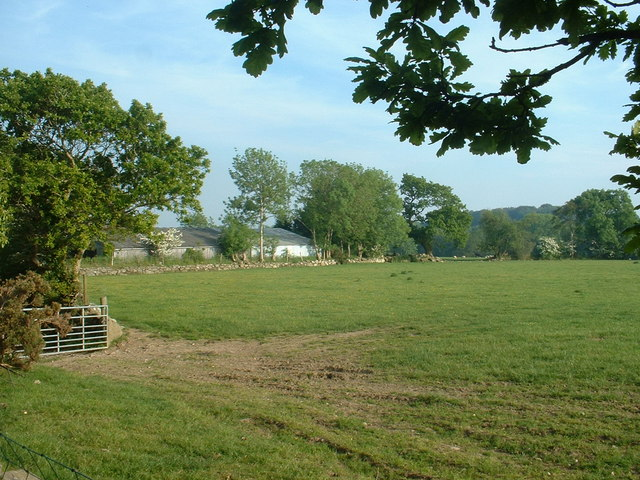
ロバート・ウィリアムズの出身地、ベトゥス・ファウル。

## 作品
ウィリアムズは、ロバート・アプ・グウィリム・ズの筆名で発表した作品が、「詩人たちの虐殺 (Massacre of the Bards)」を主題とした頌歌の最優秀作に選ばれてグィネズィギオン協会からメダルを与えられたことで、世に知られるようになった。その後は、もっぱら宗教的な詩作に取り組み、アイステズボッドへの関わりを避けた。ほとんどすべてが宗教的、ないしは、顕彰的内容である彼の作品は、1841年に『Gardd Eifion』という題で、ドルゲラウで出版され、その中には、よく知られた詩句が収録された。

## 家族
ウィリアムズは晩婚で、50歳前後で結婚したとされる。1834年に17歳で死去したひとり娘ジェーン・エリザベス (Jane Elizabeth) に捧げられたエレジー（哀歌）は、ウェールズ語の詩作で最も痛切なもののひとつとされており、『Gardd Eifion』にも収められている。